# Leicester Smyth
Leicester Smyth, né le 25 octobre 1829 et mort le 27 janvier 1891 à Londres, est un homme politique et militaire britannique qui fut gouverneur de Gibraltar de août 1890 à sa mort.

## Distinctions
- Ordre du Bain